# Nafraiture
Nafraiture is een dorp in de Belgische provincie Namen en een deelgemeente van Vresse-sur-Semois. Het dorp ligt op het plateau ten noorden van de Semois. Tot 1 januari 1977 was het een zelfstandige gemeente.

## Geschiedenis
Op het grondgebied van Nafraiture werden Gallo-Romeinse tumuli teruggevonden, wat er op wijst dat het gebied reeds in de Romeinse periode bewoond was.
Tot in de 13de eeuw werd het gebied vermeld als Fractura of Fraiture, wat staat voor "fractie", een afhankelijk stuk grondgebied. Het gebied hing in die tijd af van Louette-Saint-Denis. De volgende eeuwen werd de naam vaak vermeld met het lidwoord "la", als Lafraiture of Laffraiture of de voorzetsels "en" of "à", als Enfraiture, Afraiture of Affraiture. Vanaf de 17de eeuw ontstond de vorm Nafraiture.
Zowel op wereldlijk als kerkelijk gebied bleef het gebied afhankelijk van Louette-Saint-Denis. De kapel gewijd aan Sint-Anna kreeg in 1586 het statuut van parochie. De gemeente ontstond bij de herinrichting van het grondgebied na de revolutie.

## Demografische ontwikkeling
- Bronnen:NIS, Opm:1831 tot en met 1970=volkstellingen, 1976= inwoneraantal op 31 december

## Cultuur en erfgoed
Kunstschilder Léon Frédéric was vanaf 1883 gedurende twintig jaar een regelmatige bezoeker van het dorp. Zijn werken Les Âges du Paysan, Le Repas de funérailles (in de collectie van de Koninklijke Musea voor Schone Kunsten van België) en Les Boëchelles. Twee Waalse boerenkinderen (in het Koninklijk Museum voor Schone Kunsten Antwerpen) tonen het dorpsleven van Nafraiture. Frédéric schilderde ook een voorstelling van de Heilige Drievuldigheid voor de dorpskerk, de Église Sainte-Anne uit 1858.
Deelgemeenten: Alle · Bagimont · Bohan · Chairière · Laforêt · Membre · Mouzaive · Nafraiture · Orchimont · Pussemange · Sugny · Vresse

Overige kern: Hérisson

Belgische gemeenten · arrondissement Dinant · provincie Namen · Wallonië